# Государственный переворот во Франции 2 декабря 1851 года
Государственный переворот 2 декабря 1851 года (фр. Coup d'État du 2 décembre 1851) — переворот, приведший к упразднению Второй республики и последующему формированию Второй империи во Франции.

## Предыстория

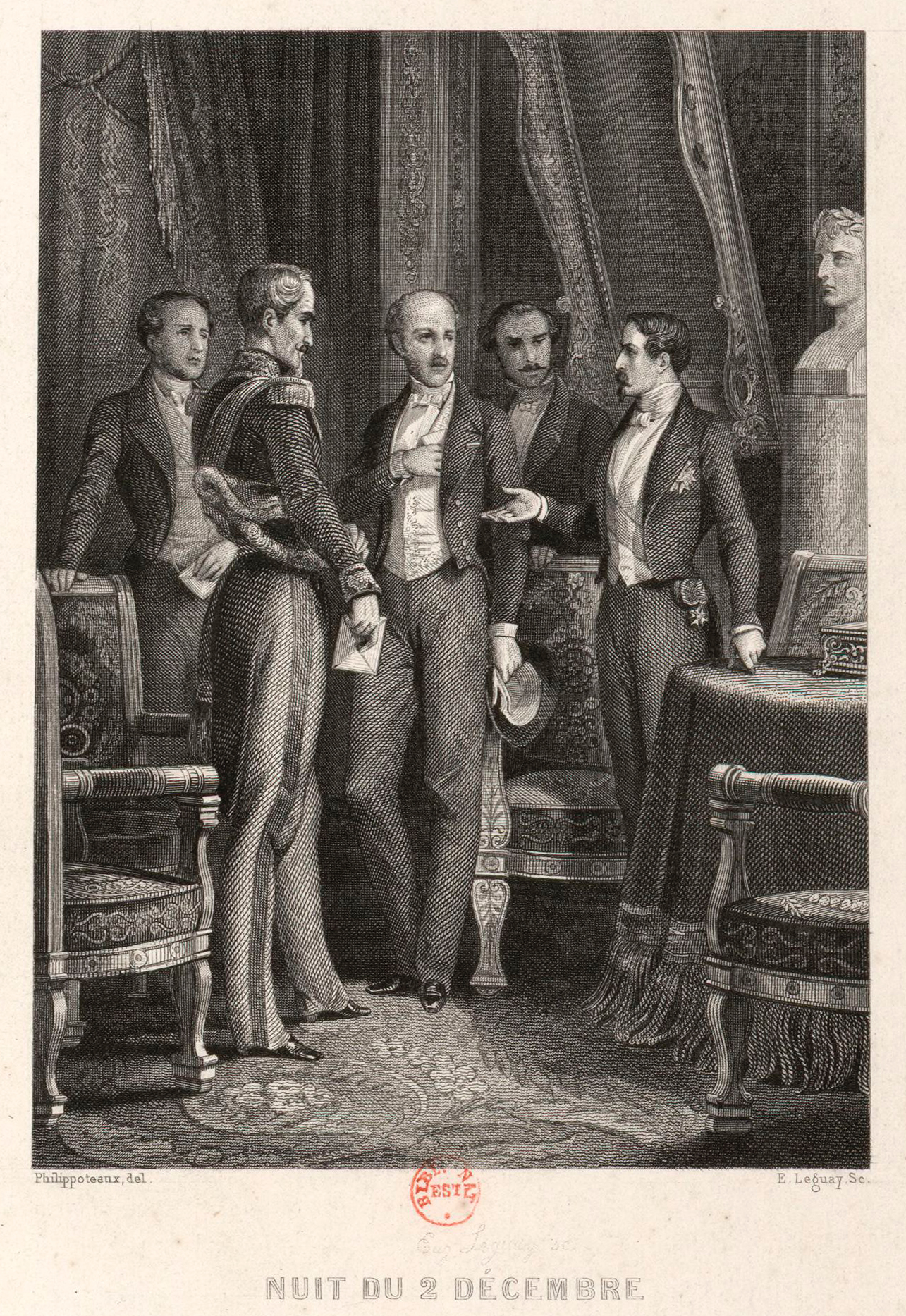
Президент Луи-Наполеон Бонапарт (справа) даёт распоряжения по организации переворота в ночь на 2 декабря 1851 года. Слева направо: его секретарь Жан-Франсуа Моккар держит список лиц, подлежащих аресту; генерал Сент-Арно держит военные приказы, предназначенные для маршала Маньяна; Шарль де Морни, единоутробный брат президента, кладёт в карман декрет, назначающий его министром внутренних дел. На заднем плане депутат-бонапартист Виктор де Персиньи

В 1848 году во Франции была установлена республика. На президентских выборах 10 декабря триумфальную победу одержал бонапартист Луи Наполеон, значительно опередивший главного соперника республиканца Кавеньяка. Но даже став главой страны как президент, Луи всё ещё мечтал о триумфальном пути своего знаменитого дяди — Наполеона I, бывшего императором.
После прихода к власти Луи начал активную подготовку к восстановлению монархии. На ключевые посты были расставлены нужные люди, как то своего единоутробного брата Шарля де Морни он назначил министром внутренних дел, а в околоправительственной печати началась пропаганда в духе лозунгов «Возродим былое величие Франции», «Империя — это мир», «Луи Наполеон повторит путь своего именитого родственника» и т. п.
Будучи президентом, Луи Наполеон всё же был в некоторой степени ограничен, в то время как император не ограничивался практически ничем и никем. Сразу провозгласить себя императором Луи не рискнул — сначала нужно было основательно подготовиться и прозондировать общественные настроения. Для этого Луи задумал переворот, целью которого было установление авторитарной президентской власти.

## Осуществление переворота

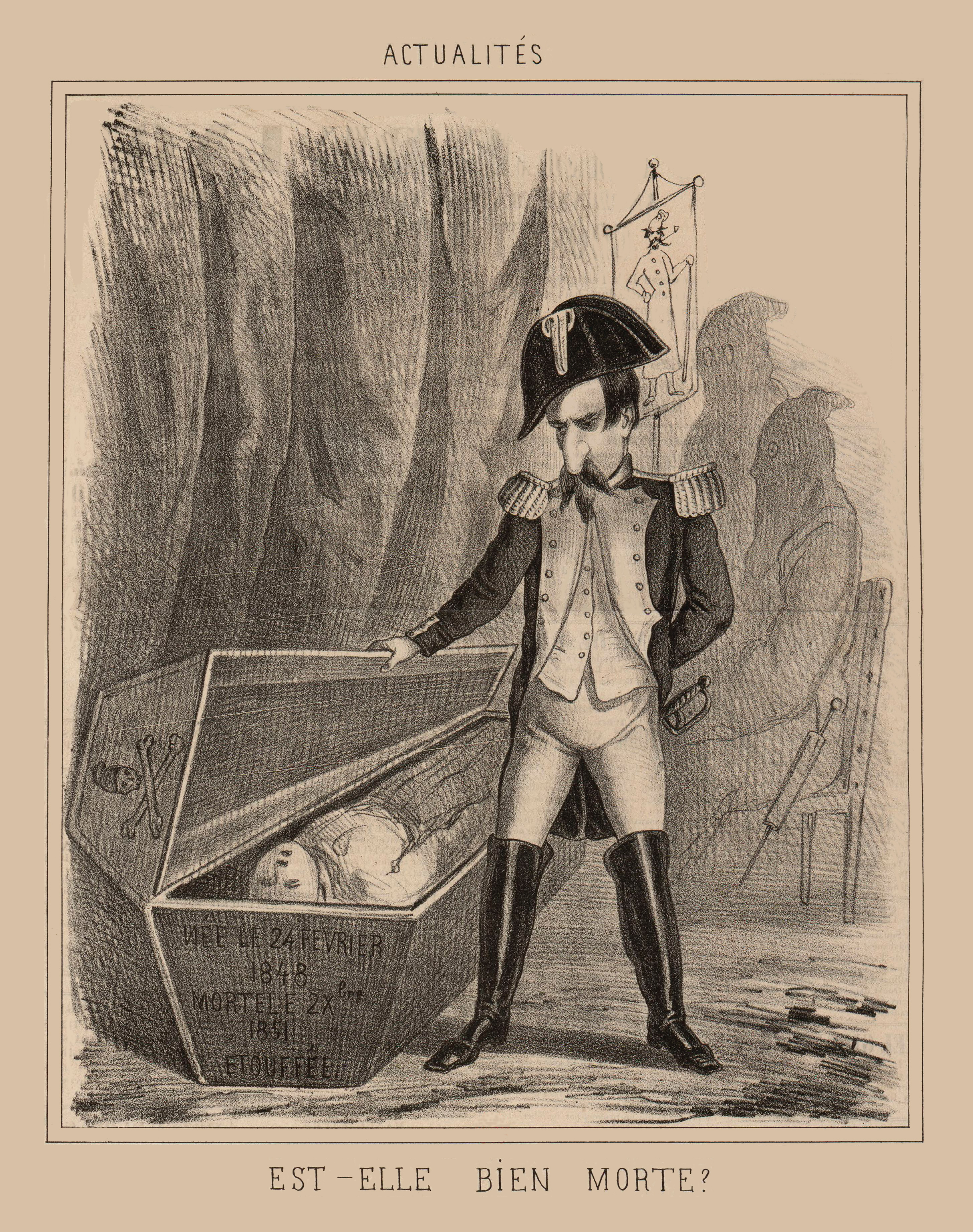
Луи Наполеон над трупом Второй республики. Бельгийская карикатура 1851 года

Государственный переворот был совершён в ночь на 2 декабря 1851 года (годовщина аустерлицкой битвы). По улицам были расклеены три прокламации, подписанные президентом.
Первая была декретом президента, распускавшим национальное собрание и государственный совет, восстанавливающим всеобщую подачу голосов и объявлявшим военное положение. Подпись президента была скреплена подписью министра внутренних дел де Морни.
Прокламация к народу мотивировала самовластный поступок президента тем, что конституция делала его бессильным против враждебного ему парламента; президент апеллирует ко всей нации, которая пусть решит, должен ли продлиться этот болезненный дуализм. Если нация ответит утвердительно, то пусть она выберет президентом другое лицо, так как он, Наполеон, «не хочет власти, возлагающей на него ответственность за чужие действия и привязывающей его к рулю, когда корабль, очевидно, стремится к гибели». Если нация ему доверяет, то пусть она даст ему средство исполнить великую, на него возложенную задачу. Средство это — новая конституция, главные основания которой: ответственный глава, назначаемый на 10 лет; министры, зависящие только от исполнительной власти; законодательное собрание, избираемое всеобщей подачей голосов и вотирующее законы.
Третья прокламация была обращением к армии.

### Аресты
Роспуск собрания президентом, который действовавшая в то время конституция признавала тяжким преступлением, влекущим за собою предание суду, застал национальное собрание врасплох. Чтобы ослабить вероятное сопротивление, в ту же ночь были арестованы почти все политические деятели, казавшиеся опасными, в том числе генералы Бедо, Кавеньяк, Шангарне, Ламорисьер, Лефло, полковник Шаррас, Тьер и многие др.

### Протесты и беспорядки
Сопротивление перевороту не отличалось особой энергией. Верховный суд собрался, но вместо немедленного принятия мер против президента медлил и выжидал исхода борьбы. Уцелевшие члены национального собрания, во главе которых стояли Мишель (из Буржа), В. Гюго, Ж. Фавр, Боден (убитый на баррикаде) и др., собирались то тут, то там, повсюду разгоняемые полицией и войсками, взывали к борьбе, расклеивали прокламации, но и они не обнаружили ни большой энергии, ни единодушия. Тем не менее в Париже начались уличные беспорядки: кое-где возникли баррикады.
Правительство расклеило прокламации, подписанные военным министром, в которых грозило расстрелом без суда всем, взятым на баррикаде с оружием в руках.

### 4 декабря 1851 года
Эта прокламация показывала, что президент решил не стесняться ничем — и действительно, 4 декабря на улицах Парижа произошла страшная бойня. Множество людей, частью не принимавших никакого участия в протесте против переворота, были убиты или схвачены и расстреляны; в числе убитых были женщины и дети; за этим последовали массовые ссылки в Кайенну и Ламбессу. С такой же жестокостью были подавлены и попытки сопротивления в провинциях.

### Поддержка церкви
Папа Пий IX прислал Наполеону своё благословение; духовенство начало усиленно агитировать за него. 20 и 21 декабря плебисцит, устроенный под сильным и искусным полицейским давлением, санкционировал переворот 7,5 млн голосами против 640 тыс.

## Новая конституция
14 января 1852 была опубликована конституция, составленная по образцу Конституции VIII года; это была чисто монархическая конституция, хотя и с избираемым на 10 лет президентом. Президент назван в ней ответственным, но никаких способов привлечения его к ответственности не было указано; за законодательным корпусом оставлено только право обсуждения законов, которое он делил с сенатом; право законодательной инициативы принадлежало одному государственному совету; исполнительная власть была отдана целиком в руки президента и ответственных перед ним одним министров.

## Один шаг до империи
Оставалось сделать только один шаг, чтобы обратить республику в империю. Однако Наполеон всё ещё колебался. 29 марта 1852 года, открывая сессию законодательного корпуса, он говорил: «сохраним республику; она никому не угрожает и может успокоить всех. Под её знаменем я хочу вновь освятить эру забвения и примирения». Осенью того же года, однако, все уже было подготовлено к упразднению республики.